# Гірський улус
Гірський улус (якут. Горнай улууhа, рос. Горный улус) — муніципальний район в центральній частині Республіки Саха (Якутія). Адміністративний центр — село Бердігестях. Утворений 25 червня 1931 року

## Населення
Населення району становить 11 582 особи (2013).

## Адміністративний поділ
Район адміністративно поділяється на 9 муніципальних утворень, які об'єднують 16 населених пунктів.